# Hemiandra
Hemiandra, rod medićevki smješten u tribus Westringieae, dio potporodice Prostantheroideae. Sastoji se od 7 vrsta, vazdazelenih grmova iz Zapadne Australije.
Tipična vrsta je Hemiandra pungens R.Br.

## Etimologija
Latinsko ime roda Hemiandra dolazi od grčkih riječi hemi, što znači polovica, i andros, što znači čovjek, muški, botanički prašnik. Odnosi se na prašnike koji su jednostanični.

## Opis
Biljke iz roda Hemiandra su srednji grmovi, ponekad polegnuti s krutim, kožastim, sjedećim listovima raspoređenim u nasuprotnim parovima. Cvjetovi imaju pet jajolikih čašica sraslih pri dnu i pet latica sraslih pri dnu tvoreći vjenčić s dvije "usne". Gornja usna kraća od vjenčića je uspravna s dva režnja, donja usna duža, raširena i trorežnjevita. Sam srednji režanj često ima dva režnja. Cvjetovi su bijeli, ružičasti ili purpurni, često točkasti u grlu. Postoje četiri prašnika i jedan stil s dvije stigme. Plod je kapsula koja obično sadrži četiri oraha.

## Vrste
1. Hemiandra coccinea O.H.Sarg.
2. Hemiandra gardneri O.H.Sarg.
3. Hemiandra incana Bartl.
4. Hemiandra leiantha Benth.
5. Hemiandra pungens R.Br.
6. Hemiandra rubriflora O.H.Sarg.
7. Hemiandra rutilans O.H.Sarg.

## Vanjske poveznice
- Florabase, Hemiandra R.Br.